# Градоначальник

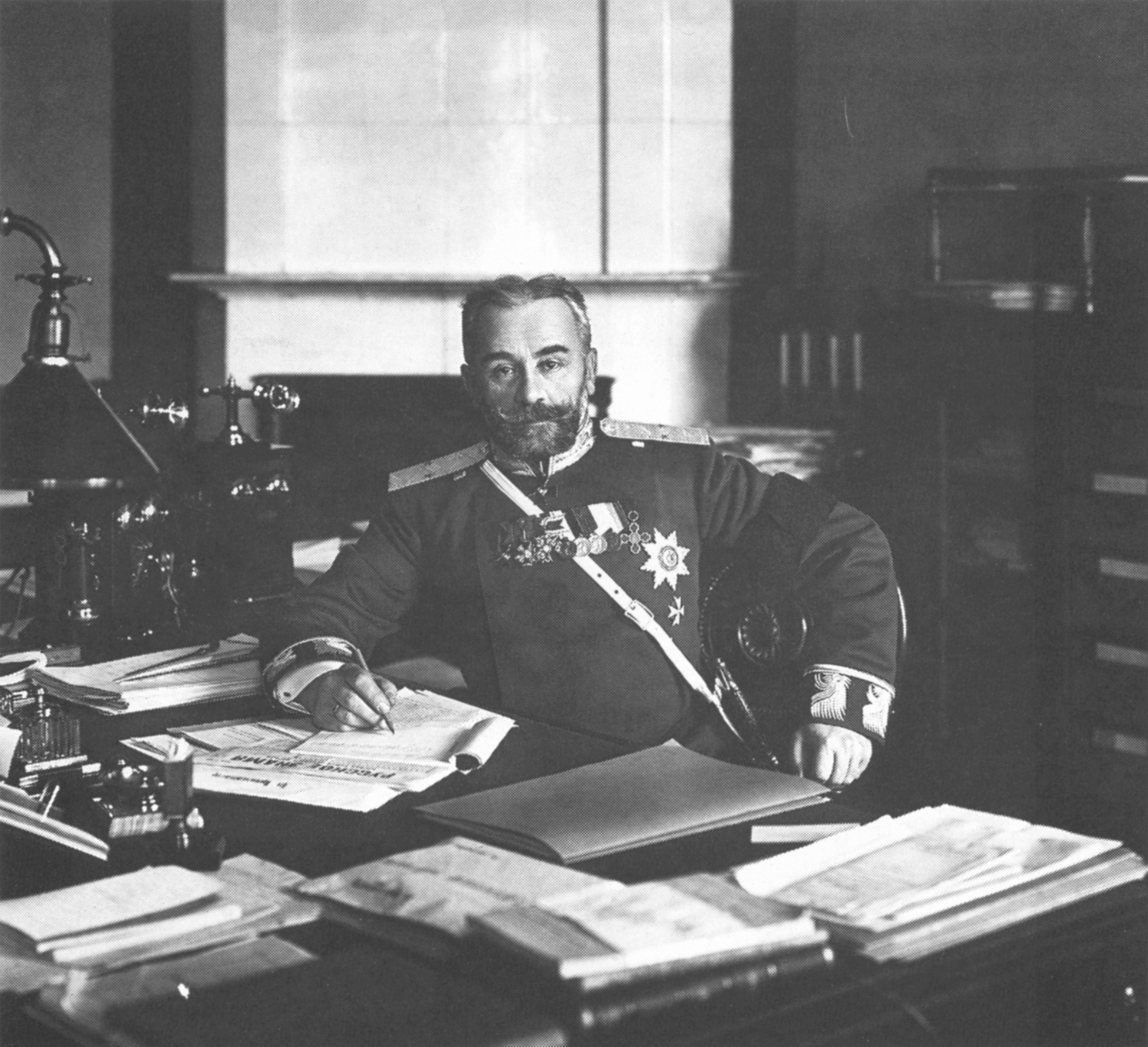
Петербургский градоначальник В. Ф. фон-дер Лауниц за письменным столом в рабочем кабинете. 1906 год

Градоначальник — в Российской империи в XIX — начале XX века должностное лицо с правами губернатора, управляющее градоначальством (городом с прилегающими землями), выделенным из губернского подчинения в отдельную административную единицу вследствие его особого значения или географического положения (Санкт-Петербург, Москва, Одесса, Севастополь, Керчь-Еникале, Николаев, Таганрог и другие.)

## Должность
Градоначальник назначался только императором лично, или по представлению Министерства внутренних дел, подчинялся Министру внутренних дел или генерал-губернатору, его должность соответствовала чину 4-го класса. Ему подчинялись по всем делам управления чиновники и воинские начальники в пределах градоначальства.

### Обязанности

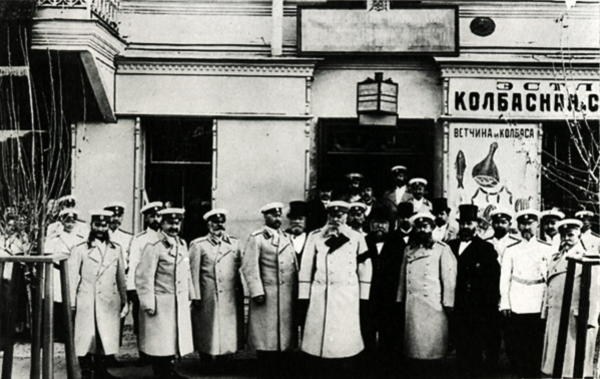
Градоначальник Н. В. Клейгель с офицерами шлиссельбургской полицейской части, 1904 год

По своим обязанностям градоначальник:
- руководил городской полицией, выдавал паспорта и подорожные на выезд за границу и на проезд внутри государства;
- надзирал за исправным содержанием карантинов, стремился к предохранению города от эпидемий, принимал соответствующие меры в случае их возникновения;
- наблюдал за деятельностью иностранных консулов и исправностью почтовых отправлений.
- принимал меры по развитию торговли и торгового мореплавания, поощрял судостроение в портовых городах, контролировал исполнение таможенного законодательства;
- осуществлял надзор за судебным делопроизводством, исполнением приговоров коммерческих судов, утверждал в должности стряпчих этих судов и других.
- до 1870 года утверждал постановления органов городского управления по вопросам благоустройства городов, об определении и раскладке полицейских повинностей, контролировал поступление городских доходов.
- с 1870 года пользовался всеми правами губернаторов по надзору за городским самоуправлением. В ведении градоначальников состояли также крепостные и портовые строения, помещение для содержания неисправных должников и арестантские помещения при полицейских домах.
- С 1876 года градоначальник имел право издавать имевшие законную силу обязательные постановления, с 1881 — право ссылать в административном порядке «политически неблагонадёжных лиц».
- Градоначальники городов Таганрог, Керчь-Еникале и Кяхта исполняли обязанности начальников таможенных округов. Кяхтинский градоначальник помимо этого осуществлял внешние сношения с Китаем под руководством генерал-губернатора, а Севастопольский градоначальник одновременно являлся командиром порта и комендантом крепости города. В Севастополе и Керчь-Еникале должности градоначальников поручались адмиралам.

Градоначальник председательствовал в особом по городским делам присутствии и в губернском распорядительном комитете при рассмотрении дел, относящихся до хозяйственных распоряжений в столице.
Февральская революция 1917 года упразднила институт градоначальства, заменив градоначальников на комиссаров Временного правительства.